# Hasquette
Le ruisseau Hasquette est un cours d'eau qui traverse le département des Pyrénées-Atlantiques.
Il prend sa source sur la commune d'Hasparren (Pyrénées-Atlantiques) et se jette dans le Marmareko erreka à Briscous.

## Département et communes traversés
Pyrénées-Atlantiques :
- Briscous
- Hasparren